# Europese weg 952
De Europese Weg 952 of E952 is een Europese weg die loopt van Aktio in Griekenland naar Lamia in Griekenland.

## Algemeen
De Europese weg 952 is een Klasse B-verbindingsweg en verbindt het Griekse Aktio met het Griekse Lamia en komt hiermee op een afstand van ongeveer 250 kilometer. De route is door de UNECE als volgt vastgelegd: Aktio - Vonitsa - Amfilochia - Karpenisi - Lamia.